# 主显堂

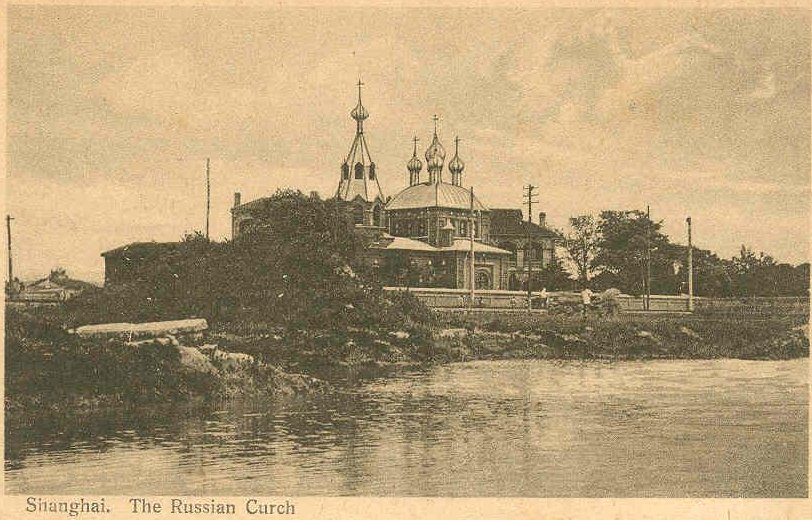
1923年的主显堂

主显堂是中国上海的第一座东正教教堂，也是俄罗斯正教会上海教区的第一座主教座堂。
1902年，第十八届东正教北京传道团在上海买下上海公共租界和华界边缘的今靜安区河南北路43号（邻近上海北火车站），从1903年2月开始动工兴建，到1904年建成一座有5个穹顶的俄式教堂，由于日俄战争爆发，到1905年2月2日才举行祝圣仪式。主显堂被中国人俗称为“闸北俄国礼拜堂”。堂长为西蒙大司祭和菲古罗夫斯基大司祭。
1918年7月25日，主显堂举行了沙皇尼古拉二世的追思仪式。 
1922年，大批白俄难民从俄国远东地区涌入上海，于是主显堂开展大规模的慈善活动。此后，在主显堂周围形成一片俄侨社区。
1924年5月，东正教北京传道团大主教英诺肯季在北京宣布成立中华正教会，下辖五个教区，由西蒙大司祭担任上海教区主教，于是主显堂升格为主教座堂。
1927年3月，主显堂被北伐军占据，上海公共租界巡捕房保护西蒙主教撤离，避往法租界辣斐德路（复兴中路）1233号的租赁房屋，设立圣母堂作为临时主教座堂。1929年主显堂得以恢复，但是，由于大部分俄侨都已迁居上海法租界，于是选择在法租界新建圣母大堂作为主教座堂。1932年一二八事变中主显堂彻底被毁。1934年底，上海市政府清除主显堂遗址，以铺设“大上海计划”中的道路。